# Rocklake
Rocklake é uma cidade localizada no estado norte-americano de Dacota do Norte, no Condado de Towner.

## Demografia
Segundo o censo norte-americano de 2000, a sua população era de 194 habitantes.
Em 2006, foi estimada uma população de 158, um decréscimo de 36 (-18.6%).

## Geografia
De acordo com o United States Census Bureau tem uma área de
0,6 km², dos quais 0,6 km² cobertos por terra e 0,0 km² cobertos por água.

## Localidades na vizinhança
O diagrama seguinte representa as localidades num raio de 24 km ao redor de Rocklake.